# Quinta Steenbergen
Quinta Steenbergen (* 2. April 1985 in Schagen, Niederlande) ist eine niederländische Volleyball-Nationalspielerin.

## Karriere

### Vereinslaufbahn
Steenbergen begann ihre Volleyball-Karriere 2001 beim AMVJ Amstelveen und spielte dort, mit Ausnahme eines einjährigen Intermezzos beim VC Weert bis 2008. Im Anschluss kam es zu ihrem ersten Auslandsengagement beim französischen Club Le Cannet Rocheville. Der Verein belegte in der Saison 2008/09 den dritten Platz in der französischen Meisterschaft. Nach einer einjährigen Auszeit als Volleyball-Profi kehrte Steenbergen zum neugegründeten TVC Amstelveen in die Niederlande zurück, wo sie sofort die niederländische Meisterschaft sowie den niederländischen Pokalwettbewerb gewann. Aufgrund ihres Erfolgs wurde Steenbergen im Anschluss vom aserbaidschanischen Klub Baki Baku unter Vertrag genommen. Dort erreichte sie den dritten Platz in der Meisterschaft sowie das Finale des internationalen Challenge Cups 2011/12. Lediglich dem Landeskonkurrenten Lokomotiv Baku musste man sich geschlagen geben.
Zur Saison 2012/13 wechselte sie zum deutschen Meister Schweriner SC um auch in der Champions League zu spielen. Steenbergen wurde Nachfolgerin von Berit Kauffeldt, die den Verein Richtung Italien verließ. Mit dem Schweriner SC wurde sie deutscher Meister und gewann den DVV-Pokal 2012/13. In der Champions-League-Saison 2012/13 erreichte sie mit dem Schweriner SC die Play-offs, was den größten internationalen Erfolg in der jüngeren Vereinsgeschichte darstellt. Innerhalb ihres Engagements beim Schweriner SC entwickelte sie sich zu einer der Führungsspielerinnen innerhalb der Mannschaft.
Nach der Saison entschied sich Steenbergen ihren Vertrag bei den Mecklenburgerinnen, wie zahlreiche Teamkolleginnen auch (u. a. Denise Hanke und Anne Buijs), nicht zu verlängern und wechselte nach Tschechien, zum dortigen Meister VK Prostějov. In der Champions-League-Saison 2013/14 traf sie gleich in der Vorrunde auf ihren Ex-Verein aus Schwerin. Die Tschechinnen konnten beide Spiele gegen die Deutschen 3:1 gewinnen, verloren aber ihre Spiele gegen den RC Cannes (0:3 und 0:3) Eczacıbaşı Istanbul (0:3 und 1:3) und schieden somit als Tabellendritter der Gruppe D aus dem Wettbewerb aus. Am Ende der Saison gelang dem Verein zum vierten Mal in Folge der Gewinn des tschechischen Doubles bestehend aus Pokal und Meisterschaft. Im Sommer 2014 wechselte Steenbergen erneut nach Aserbaidschan, diesmal zu Lokomotiv Baku. 2015/16 spielte sie wieder in Prostějov und gewann erneut das tschechische Double.

### Nationalmannschaft
Für die niederländische Nationalmannschaft ist Steenbergen seit 2005 aktiv und konnte bereits 186 Länderspiele bestreiten. Bei den Europameisterschaften 2011 bzw. 2013 erreichten die Niederländerinnen den siebten bzw. den neunten Platz. Bei der Volleyball-Europaliga 2012 wurden die Niederländerinnen Vierter. Für die olympischen Sommerspiele 2012 in London konnte sie sich mit ihrem Nationalteam nicht qualifizieren. 2015 wurde Steenbergen im eigenen Land Vize-Europameisterin. 2016 belegte sie mit der Nationalmannschaft beim World Grand Prix Platz drei und bei den Olympischen Spielen in Rio de Janeiro Platz vier.